# Cosmos: Nouveaux Mondes

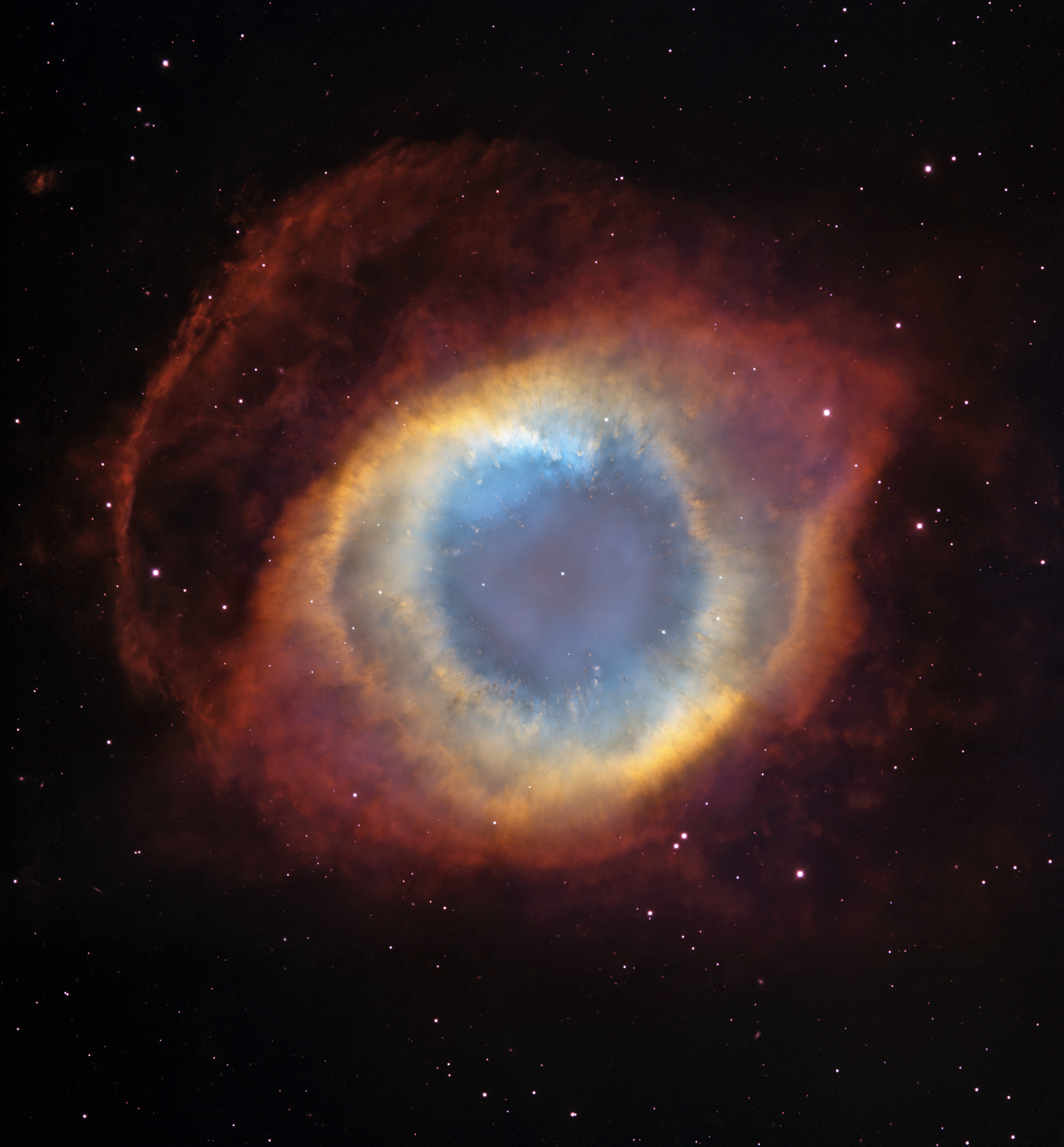
La Nébuleuse de l'hélice, apparaissant lors du générique d'ouverture de Cosmos.

Cosmos: Nouveaux Mondes (Cosmos: Possible Worlds) est une série documentaire scientifique américaine en treize épisodes de 44 minutes diffusée entre le 9 mars et le 20 avril 2020 sur la chaîne National Geographic. La série est une suite de Cosmos : Une odyssée à travers l'univers (2014), qui était elle-même un reboot de Cosmos (1980).
Animée par l'astrophysicien Neil deGrasse Tyson, Cosmos: Possible Worlds est écrite, réalisée et produite par Ann Druyan et Brannon Braga, en collaboration avec Seth MacFarlane et Jason Clark (d). La série est divisée en treize épisodes qui seront diffusés également sur Fox à l'automne 2020,,,.

## Développement et production
Le 13 janvier 2018, on annonce que la série sera diffusée à partir de 2019 sur les chaînes Fox et National Geographic,. Une partie est filmée en studio à Santa Fe et des plans sont tournés dans le Nord-Ouest Pacifique, en Europe et en Asie.
Annoncée pour le 3 mars 2019 sur Fox et le lendemain sur National Geographic,, des allégations d'inconduite sexuelle (en) envers l'animateur deGrasse Tyson en décembre 2018 jusqu'à février 2019 font en sorte que les chaînes annoncent, le 15 février 2019, le report de la sortie de la série le temps qu'elles fassent enquête,. Un mois plus tard, les enquêtes réalisées par les chaînes blanchissent l'animateur des allégations et on annonce que la série sera diffusée à une date qui reste à déterminer.
La série est lancée début mars 2020 aux États-Unis sur la chaîne National Geographic. On annonce qu'elle devrait être diffusée dans 172 autres pays.

## Distribution
- Seth MacFarlane : Président des États-Unis Harry S. Truman[4]
- Patrick Stewart : astronome William Herschel[1],[4]
- Viggo Mortensen : généticien Nikolaï Vavilov[1],[4]
- Judd Hirsch : Robert Oppenheimer, père de la bombe atomique[4]
- Sasha Sagan (fille d'Ann Druyan et Carl Sagan) : Rachel Gruber Sagan, mère de Carl Sagan[1],[4]

## Épisodes
1. Vers les étoiles (Ladder to the Stars)
2. Zone habitable éphémère (The Fleeting Grace of the Habitable Zone)
3. La cité disparue (Lost City of Life)
4. Nikolaï Vavilov (Vavilov)
5. L'Évolution de la conscience (The Cosmic Connectome)
6. L'Homme aux mille milliards de mondes (The Man of a Trillion Worlds)
7. À la recherche d’une forme de vie intelligente (The Search for Intelligent Life on Earth)
8. Le sacrifice de Cassini (The Sacrifice of Cassini)
9. Magie sans trucage (Magic Without Lies)
10. L'Histoire de deux atomes (A Tale of Two Atoms)
11. L'Ombre des ancêtres oubliés (Shadows of Forgotten Ancestors)
12. L'Ère nouvelle de l'anthropocène (Coming of Age in the Anthropocene)
13. Les Sept merveilles du nouveau monde (Seven Wonders of the New World)

## Suite
Lorsqu'on lui a demandé si elle prévoyait une nouvelle saison de Cosmos, Druyan répondit : « Oui ! J'ai clairement une quatrième saison en tête, et je pense savoir quelle tournure elle pourrait prendre. Et je connais même quelques-unes des histoires que j'aimerais raconter. Mais je pense que je vais d'abord devoir faire un petit break, comme tout le monde, remercions le coronavirus pour ça. Mais, oui, clairement je souhaite entreprendre une quatrième saison ».